# Катастрофа DC-6 в Мексиканском заливе
Катастрофа DC-6 в Мексиканском заливе — авиационная катастрофа самолёта Douglas DC-6 компании National Airlines, произошедшая 14 февраля 1953 года в Мексиканском заливе.  В результате погибли 46 человек (41 пассажир, в т.ч. вдова Билли деБека и 5 членов экипажа) — крупнейшая авиакатастрофа в истории National Airlines.

## Катастрофа
Самолёт Douglas DC-6, бортовой номер N90893, выполнял регулярный пассажирский рейс 470 из Тампы в Новый Орлеан и разрушился в воздухе над Мексиканским заливом, попав в зону сильной турбулентности в 20 милях от Мобайл Пойнт.  В поисково-спасательной операции был задействован корабль береговой охраны USCGC Blackthorn. National Airlines не имела собственного отдела метеорологии, что было стандартом среди авиакомпаний в то время, и её пилоты не были проинформированы о силе шторма, в который они летели.